# Ла-Мур (округ)
Округ Ла-Мур (англ. LaMoure County) располагается в штате Северная Дакота, США. Официально образован в 1873 году. По состоянию на 2013 год, численность населения составляла 4166 человек.

## География
По данным Бюро переписи США, общая площадь округа равняется 2 981,093 км2, из которых 2 970,733 км2 — суша, и 4,000 км2, или 0,320 % — это водоёмы.

## Население
По данным переписи населения 2000 года в округе проживает 4701 житель в составе 1942 домашних хозяйства и 1308 семей. Плотность населения составляет 2,00 человека на км2. На территории округа насчитывается 2 271 жилых строений, при плотности застройки около 1,00-го строения на км2. Расовый состав населения: белые — 99,23 %, афроамериканцы — 0,02 %, коренные американцы (индейцы) — 0,17 %, азиаты — 0,13 %, гавайцы — 0,00 %, представители других рас — 0,11 %, представители двух или более рас — 0,34 %. Испаноязычные составляли 0,55 % населения независимо от расы.
В составе 27,50 % из общего числа домашних хозяйств проживают дети в возрасте до 18 лет, 60,50 % домашних хозяйств представляют собой супружеские пары, проживающие вместе, 4,00 % домашних хозяйств представляют собой одиноких женщин без супруга, 32,60 % домашних хозяйств не имеют отношения к семьям, 30,80 % домашних хозяйств состоят из одного человека, 16,60 % домашних хозяйств состоят из престарелых (65 лет и старше), проживающих в одиночестве. Средний размер домашнего хозяйства составляет 2,38 человека, и средний размер семьи 2,99 человека.
Возрастной состав округа: 24,20 % — моложе 18 лет, 5,40 % — от 18 до 24, 23,00 % — от 25 до 44, 24,00 % — от 45 до 64, и 24,00 % — от 65 и старше. Средний возраст жителя округа — 43 года. На каждые 100 женщин приходится 102,40 мужчин. На каждые 100 женщин старше 18 лет приходится 100,70 мужчин.
Средний доход на домохозяйство в округе составлял 29 707 USD, на семью — 36 495 USD. Среднестатистический заработок мужчины был 26 351 USD против 17 500 USD для женщины. Доход на душу населения составлял 17 059 USD. Около 12,30 % семей и 14,70 % общего населения находились ниже черты бедности, в том числе — 16,30 % молодежи (тех, кому ещё не исполнилось 18 лет) и 12,90 % тех, кому было уже больше 65 лет.